# Stanós
Stanós (Stanos) är en ort i Grekland.   Den ligger i prefekturen Chalkidike och regionen Mellersta Makedonien, i den nordöstra delen av landet, 280 km norr om huvudstaden Aten. Stanós ligger 500 meter över havet och antalet invånare är 929.
Terrängen runt Stanós är kuperad. Runt Stanós är det glesbefolkat, med 17 invånare per kvadratkilometer. Närmaste större samhälle är Megáli Panagía, 13,4 km sydost om Stanós. == Kommentarer ==
1. ↑  Framräknat ur variansen i alla höjduppgifter (DEM 3") från Viewfinder Panoramas, inom 10 km radie.[2] Mer om algoritmen finns här: Användare:Lsjbot/Algoritmer.